# Heaven Upside Down
Heaven Upside Down (englisch etwa für Himmel umgedreht) ist das zehnte Studioalbum der US-amerikanischen Rockband Marilyn Manson. Es erschien am 6. Oktober 2017 über die Independent-Labels Loma Vista Recordings und Caroline.

## Produktion
Der Musikproduzent und Marilyn-Manson-Leadgitarrist Tyler Bates produzierte das Album komplett.

## Covergestaltung
Das Albumcover ist in Schwarz-weiß gehalten und zeigt Marilyn Manson mit typisch grell-geschminktem Gesicht, der den Betrachter mit ernstem Blick ansieht. Rechts oben ist ein umgedrehtes, schwarzes Doppelkreuz zu sehen. Der Hintergrund ist grau gehalten und auf Schriftzüge wurde verzichtet.

## Titelliste
| #  | Titel                          | Länge |
| -- | ------------------------------ | ----- |
| 1  | Revelation #12                 | 4:42  |
| 2  | Tattooed in Reverse            | 4:24  |
| 3  | We Know Where You Fucking Live | 4:32  |
| 4  | Say10                          | 4:18  |
| 5  | Kill4Me                        | 3:59  |
| 6  | Saturnalia                     | 7:59  |
| 7  | Jesus Crisis                   | 3:59  |
| 8  | Blood Honey                    | 4:10  |
| 9  | Heaven Upside Down             | 4:49  |
| 10 | Threats of Romance             | 4:37  |

## Chartplatzierungen und Singles
Heaven Upside Down stieg am 13. Oktober 2017 auf Platz 9 in die deutschen Albumcharts ein und konnte sich insgesamt fünf Wochen in den Top 100 halten. Ebenfalls die Top 10 erreichte das Album unter anderem in der Schweiz, in Österreich, Australien, Spanien, Neuseeland, im Vereinigten Königreich, in den Vereinigten Staaten und in Finnland.
Am 11. September 2017 wurde die erste Single We Know Where You Fucking Live veröffentlicht. Die zweite Auskopplung Kill4Me erschien am 20. September 2017. Beide Songs konnten sich nicht in den Charts platzieren.

## Rezeption
Heaven Upside Down wurde von professionellen Kritikern überwiegend positiv bewertet. So erreichte das Album bei metacritic eine Durchschnittsbewertung von 71 %, basierend auf 15 Rezensionen englischsprachiger Medien.
Olaf Schmidt von laut.de bewertete Heaven Upside Down mit vier von möglichen fünf Punkten. Das Album sei deutlich besser als die teilweise „wurstigen Platten davor.“ Einige Stücke erinnerten an die „klassische Ära rund um Antichrist Superstar oder Holy Wood und dürften einige Leute überraschen, die damit nicht mehr rechneten.“ Auch wenn „nicht jeder Song absolutes Hitpotenzial besitzt und einige Texte arg klischeehaft“ seien, mache die Band „endlich wieder Laune.“